# Сын прокурора спасает короля
«Сын прокурора спасает короля» — российский рисованный мультфильм 2010 года режиссёра Оксаны Холодовой по мотивам рассказа А. П. Чехова «Дома». «Мастер-фильм» и Фонд социально-культурных программ «Губерния» выпустили цикл мультфильмов к 150-летию со дня рождения Антона Павловича Чехова.

## Сюжет
Прокурор Евгений Петрович Иванов возвращается домой со службы. Домоправительница Наталья Семёновна, встречая его в дверях, сообщает, что его маленький сын Серёжа курил табак, который взял в его столе. Прокурор пытается поговорить с сыном, но по привычке говорит так долго и скучно, что ребёнок перестаёт слушать, играет с котом, а затем начинает рисовать сказочного короля. Тогда отец рассказывает ему сказку про короля, у которого был единственный сын, который стал курить и умер, после чего престарелый король остался без помощи, некому было защитить его; король плакал, пока не утонул. Мальчик задумывается и рисует, как сын спасает короля. Ночью Серёжа приходит к отцу, будит его и говорит: «Папа, я больше не буду курить!», после чего папа и сын долго смотрят в окно.

## Роли озвучивали
- Алексей Колган (прокурор Евгений Петрович Иванов), Алина Покровская, В. Хрящева.

## Рассказы Чехова
Фильм демонстрировался на фестивале «Кинематографический Чехов» в составе анимационного цикла «Рассказы А. П. Чехова» вместе с фильмами «Беззаконие» (реж. Наталья Мальгина), «Белолобый» (реж. Сергей Серёгин) и «Человек в пенсне» (реж. Хихус).

## Фестивали и премии
- 2010 — ОРФАК в Суздале: участие в конкурсной программе[2]
- 2010 — XIII Международный фестиваль «Анимаёвка»: Специальный диплом жюри «За органичное отражение классической литературы в анимации» — режиссёру Оксане Холодовой «Сын прокурора спасает короля»[3]
- 2011 — Премия «Золотой орёл» за лучший анимационный фильм за 2010 год Номинация[4]